# Parafia Matki Bożej Częstochowskiej w Żeglcach
Parafia Matki Bożej Częstochowskiej w Żeglcach – parafia rzymskokatolicka znajdująca się w archidiecezji przemyskiej, w dekanacie Krosno III.

## Historia
9 lipca 1983 roku przybył ks. Jan Luchowski, a następnie zaadaptowano stodołę na tymczasową kaplicę. 9 września 1983 roku dekretem bpa Ignacego Tokarczuka została erygowana parafia, z wydzielonego terytorium parafii Zręcin. W latach 1984–1988 zbudowano murowany kościół, według projektu arch. inż. Romana Orlewskiego. 22 września 1985 roku wmurowano kamień węgielny. 3 lipca 1988 roku bp Ignacy Tokarczuk poświęcił kościół pw. Matki Bożej Częstochowskiej. W 1995 roku oddano do użytku nową plebanię.
14 września 2003 roku podczas peregrynacji obrazu Matki Bożej Jasnogórskiej, bp Stefan Moskwa dokonał konsekracji kościoła.
Na terenie parafii jest 2 110 wiernych (w tym: Żeglce – 872, Chorkówka – 683, Leśniówka – 515).
Proboszczowie parafii:
1983–2021. ks. prał. Jan Luchowski.
2021– nadal. ks. Józef Konieczko.

## Kościół filialny
W latach 1984–1985 w Leśniówce zbudowano murowany kościół filialny, według projektu arch. Janusza Hanusa. 22 września 1985 roku bp Ignacy Tokarczuk poświęcił kościół pw. św. Jana z Dukli. 3 lipca 2021 roku abp Adam Szal dokonał konsekracji kościoła.